# POP MASTER
「POP MASTER」（ポップ・マスター）は、水樹奈々の24枚目のシングル。2011年4月13日にキングレコードから発売された。

## 概要
23rdシングル「SCARLET KNIGHT」と同時リリース。シングルの同時発売は4thシングル「LOVE & HISTORY」と5thシングル「POWER GATE」以来9年ぶりとなる。
表題曲「POP MASTER」は、日本テレビ系列で2011年夏に放送される『第31回全国高等学校クイズ選手権』の応援ソングとして採用され、本人も一部の地区大会にゲストとして出演した。本来は2011年3月に撮影する予定だったものの、東日本大震災の影響で延期されていたPV撮影は、9月3日に開催された自身のファンクラブイベントにて、イベントに参加したサポーターと共に行われた。
価格は「SCARLET KNIGHT」と同じで、奈々に因んだ777円となっており、収録曲も2曲と、自身の作品としてはこれまでで最も短いシングルとなっている。初回製造盤のみ特製カラーケース仕様となっている。「UNBREAKABLE」には日本のヘヴィメタルバンド「ANTHEM」のギタリストである清水昭男が参加している。制作は今までに発表されたものと違い、難産を極めた。水樹によれば「POP MASTER」には、POPに弾けて、みんなを導くライブのマスターになりたいという想いが込められている。なおイギリスに同名クイズ番組が存在するが、水樹はそれに対し驚いていたという。
なお表題曲「POP MASTER」は第62回NHK紅白歌合戦での歌唱曲となった。
ちなみにPVには同業者の杉田智和と彼のマネージャーが映っている。

## チャート成績
2011年4月25日付オリコン週間シングルチャートで3位を獲得し、2位を獲得した「SCARLET KNIGHT」と共に声優史上初となるシングル2作オリコントップ3入りを果たした。初動売上は5.2万枚を記録した。また、女性ソロアーティストが同時に3位以内に入るのは、浜崎あゆみの「A」と「Boys & Girls」以来11年8ヶ月ぶり。
2011年4月度のオリコン月間シングルチャートで9位を獲得。なお、水樹のシングル作品が月間チャートTOP10入りを果たすのは18枚目のシングル「Trickster」から7作連続。
2011年度のオリコン年間シングルチャートで103位を獲得。推定売上枚数は7.3万枚を記録し、2011年にリリースされた水樹のシングル全3作品が年間チャートTOP200入りを果たした。
2011年4月25日付のBillboard JAPAN HOT 100で5位、Billboard Hot Singles Salesで3位、Billboard Hot Animationで首位を獲得。Billboard JAPAN HOT 100、Billboard Hot Singles SalesへのTOP5入りは20枚目のシングル「夢幻」から5作連続。Billboard Hot Animationでの首位獲得は自身初。
2011年4月23日放送分のCOUNT DOWN TVで3位、2011年4月11日から同年4月17日調査分のサウンドスキャンジャパンで3位を獲得した。

## 収録曲
1. POP MASTER [4:43]
作詞・作曲：水樹奈々、編曲：藤間仁（Elements Garden）
  - 日本テレビ系列『第31回全国高等学校クイズ選手権』応援ソング
  - アイドル育成携帯ゲーム「アイドルをつくろう♪」テーマソング
2. UNBREAKABLE [4:41]
作詞：藤林聖子、作曲：俊龍、編曲：陶山隼
  - ニンテンドー3DS版・PSP版『アンチェインブレイズ レクス』オープニングテーマ

## 収録アルバム
| 曲名       | アルバム          | 発売日         | 備考              |
| ---------- | ----------------- | -------------- | ----------------- |
| POP MASTER | 『THE MUSEUM II』 | 2011年11月23日 | 2ndベストアルバム |

### DVD、Blu-ray Disc
| 発売日         | タイトル                                         | 備考                          |
| POP MASTER     | POP MASTER                                       | POP MASTER                    |
| -------------- | ------------------------------------------------ | ----------------------------- |
| 2012年5月2日   | NANA MIZUKI LIVE CASTLE×JOURNEY                  | 11作目のライブ・ビデオ。      |
| 2013年5月1日   | NANA MIZUKI LIVE GRACE -OPUS II-×UNION           | 12作目のライブ・ビデオ。      |
| 2013年12月11日 | NANA CLIPS 6                                     | 6作目のミュージッククリップ。 |
| 2014年5月28日  | NANA MIZUKI LIVE CIRCUS×CIRCUS+×WINTER FESTA     | 13作目のライブ・ビデオ。      |
| 2015年1月14日  | NANA MIZUKI LIVE FLIGHT×FLIGHT+                  | 14作目のライブ・ビデオ。      |
| 2016年1月21日  | NANA MIZUKI LIVE ADVENTURE                       | 16作目のライブ・ビデオ。      |
| 2016年9月14日  | NANA MIZUKI LIVE GALAXY -FRONTIER-               | 17作目のライブ・ビデオ。      |
| 2017年3月8日   | NANA MIZUKI LIVE PARK×MTV Unplugged: Nana Mizuki | 18作目のライブ・ビデオ。      |
| UNBREAKABLE    |                                                  |                               |
| 2012年5月2日   | NANA MIZUKI LIVE CASTLE×JOURNEY                  | 11作目のライブ・ビデオ。      |
| 2014年5月28日  | NANA MIZUKI LIVE CIRCUS×CIRCUS+×WINTER FESTA     | 13作目のライブ・ビデオ。      |